# Матвеев, Игорь Владимирович
И́горь Влади́мирович Матве́ев (род. 17 февраля 1974; Моздок, Северо-Осетинская АССР) — майор Внутренних войск МВД РФ, офицер, решившийся защитить солдат от воровства и коррупции. Майор Матвеев разместил в сети Интернет видеоролик о том, как солдат в воинской части кормят собачьими консервами. Разоблачал и другие случаи воровства среди командного состава Внутренних войск МВД.

## Биография
Игорь Матвеев родился 17 февраля 1974 года в городе Моздоке Северо-Осетинской АССР в семье военных.
В 1991 году окончил с отличием школу в селе Русское-2 Курского района Ставропольского края и поступил в Орджоникидзевское Высшее Военное Командное Училище имени С. М. Кирова МВД СССР. Курсантом принимал участие в осетино-ингушском конфликте и в первой чеченской войне. В феврале 1996 года был направлен на юридическую стажировку в Моздок, в должности стажёра следователя СО Моздокского РОВД обнаружил коррумпированные связи и схемы в РОВД, после чего был помещён в психиатрическую больницу. Зимой 1997 года добился восстановления на 5-й курс и окончил училище в 1998 году с отличием. Был распределен на Дальний Восток. Во время прохождения службы, по словам самого Матвеева, неоднократно выявлял различные нарушения законов командованием, за что подвергался дисциплинарному и уголовному преследованию, судился, выигрывал некоторые суды и восстанавливался на службе, а также получал повышения по службе в качестве «компенсации морального вреда и нарушенной справедливости». В 2007 году после очередного выявления фактов коррупции майор Матвеев был вызван в Москву к главнокомандующему ВВ МВД России генералу армии Н. Е. Рогожкину на личный приём, после чего убыл в Грозный. После командировки в Грозный нес службу во Владивостоке офицером штаба 107-й бригады Внутренних войск МВД России в должности начальника службы войск и безопасности военной службы.
В 2020 году завел Youtube канал, где он оказывает юридическую помощь людям, и обучает людей борьбе с мошенничеством, помечая статьями УК РФ.

## Разоблачение случаев коррупции во Внутренних войсках МВД РФ

### «Мёртвые души» в Грозном
За неполный год службы в комендатуре Октябрьского района Грозного Матвеев обнаружил множество «мертвых душ», за которых вполне реальные солдаты несли службу в две-три смены, а начальство, соответственно, получало «боевые», вскрыл систему вымогательства, в которой участвовали высокопоставленные офицеры ВВ МВД и военные прокуроры. В результате свои должности потеряли комендант района Ильясов вместе со всеми замами (пять полковников), а дознаватель комендатуры Сухоруков был осуждён на два года за вымогательство. Однако 7 ноября Грозненский гарнизонный суд признал майора Матвеева виновным по статье 336 ч. 2 УК РФ «Оскорбление военнослужащего» и приговорил его к штрафу в размере 15 тысяч рублей за то, что Матвеев нецензурно выражался в адрес своего командира — полковника Стадникова, начальника штаба в/ч 6837. По мнению корреспондентки Новой Газеты Натальи Эстемировой, это было банальным сведением счетов, а приговор по этому делу дал право командирам Матвеева уволить его из рядов внутренних войск МВД РФ. Защитником Матвеева на этом судебном процессе был адвокат Станислав Маркелов.

### Собачий корм вместо тушёнки и гастарбайтеры на территории части
Весной 2011 года майор Матвеев докладывал командованию о ряде фактов коррупции, преступлений и нарушений в войсковой части 6890 и 107-й бригаде ВРК ВВ МВД России. Речь шла о
- сокрытии случаев избиения в бригаде военнослужащих,
- проживании на территории режимной воинской части иностранных граждан (корейцев, китайцев и др.), выполняющих строительные работы,
- махинациях и использовании коррупционных схем при строительстве различных объектов в воинских частях бригады;
- недостаче продуктов на складах войсковой части 3411, переклеивание этикеток мясных консервов на консервы, являющихся кормом для собак «Белка и Стрелка», использование этих консервов для питания военнослужащих[2][11].

Сначала Матвеев своевременно доложил об этом в установленной форме, но должной реакции не последовало. 16 апреля Игорь Матвеев направил рапорт командующему Восточным округом, а 25 апреля 2011 года — Главкому Внутренних войск МВД РФ. В часть выезжала комиссия Главного командования ВВ МВД РФ (Главкомата ВВ МВД РФ). Однако, по мнению Матвеева, эта комиссия, вместо расследования представленных им фактов, занималась тем, что скрывала следы преступлений. Согласно заявлению пресс-службы ВВ МВД РФ по всем заявлениям Матвеева проводились служебные и прокурорские проверки, по которым были вынесены постановления в отказе в возбуждении уголовных дел за отсутствием события преступления.
В связи с этим 10 мая 2011 года Матвеев разместил на YouTube своё видеообращение, в котором рассказал о вышеупомянутых фактах и попытке их сокрытия комиссией. В частности, он сообщил, что военнослужащих кормили собачьим кормом, причем на собачьи консервы наклеивали этикетки «Говядина тушёная высшего сорта»; в части жили китайские гастарбайтеры, что является нарушением норм безопасности, а по территории части свободно передвигались любые машины, в том числе такси. Матвеев обратился к президенту Дмитрию Медведеву, председателю правительства Владимиру Путину, главкому внутренних войск МВД России Николаю Рогожкину и главе МВД Рашиду Нургалиеву с просьбой принять срочные меры.
17 мая 2011 года руководитель пресс-службы ВВ МВД РФ полковник Василий Панченков заявил:

Бывший майор Матвеев, действительно, проходил службу в одной из частей ВВ во Владивостоке, сейчас он уволен. По службе характеризовался отрицательно и не раз подвергался взысканиям. Имел две судимости — получил год условно и денежный штраф. В августе заканчивался его воинский контракт, и командование части решило его не продлевать, о чём Матвеев был уведомлен. Недовольный этим, он начал писать жалобы в разные инстанции. Ранее по всем заявлениям Матвеева проводились служебные и прокурорские проверки, по которым были вынесены постановления в отказе в возбуждении уголовных дел за отсутствием события преступления. Последняя такая проверка проводилась в апреле этого года. И факты, изложенные в этом видеообращении, будут также проверены.
— ВВ МВД проверят факты из видеообращения экс-майора о злоупотреблениях, РИА Новости 
18 мая командование внутренних войск МВД, а 21 июля военная прокуратура Восточного военного округа подтвердили, что часть изложенных в видеообращении фактов соответствует действительности. Военная прокуратура, в частности, заявила, что в отношении начальника продовольственного склада воинской части прапорщика Вячеслава Герцога который, с целью покрыть недостачу в миллион рублей наклеил на полторы тысячи банок собачьего корма этикетки с надписью «Говядина тушёная в собственном соку», заведено уголовное дело. Однако поддельной тушёнкой по утверждению прокуратуры, солдат не кормили.
Во время следствия было установлено, что в феврале 2011 года Герцог узнал о планирующейся проверке склада, начал к ней готовиться и выявил недостачу 11 тысяч банок тушёнки общей стоимостью 850 тысяч рублей. Чтобы скрыть недостачу, прапорщик дал подчинённым указание наклеить на банки с собачьим кормом «Белка и Стрелка» этикетки с надписью «Говядина отварная в собственном соку». Кроме недостачи тушёнки, была выявлена недостача других продуктов с общей стоимостью более миллиона рублей. 919 тысяч рублей прапорщик добровольно возместил в ходе следствия. 12 сентября 2011 года суд признал его виновным в злоупотреблении должностными полномочиями и халатности и приговорил к штрафу в размере 90 тысяч рублей и взыскал 112 тысяч рублей в качестве компенсации ущерба, нанесённого военной части.
После скандала с разоблачениями на Матвеева были поданы три иска в гражданский суд о защите чести и репутации — со стороны штаба 107-й бригады ВВ во Владивостоке, где служил Матвеев, части ВВ в Чугуевке, и от командира бригады полковника Валентина Султанбекова. Первый иск был 29 июля 2011 года оставлен судом без удовлетворения, остальные отозваны заявителями.

### Месть командования за разоблачения
Сразу же после публикации видеообращения на YouTube ролика майор Матвеев был уволен из ВВ[уточнить].
Также были уволены и поддержавшие его офицеры — заместитель командира батальона по тылу в/ч 3411 н.п. Чугуевка Богомолов С. В. и ответственный исполнитель оперативного отделения штаба 107 отдельной бригады прапорщик Середенко В. В..
После увольнения против 21 мая в отношении Матвеева было возбуждено уголовное дело по пункту «а» части 3 статьи 286 Уголовного Кодекса РФ — превышение должностных полномочий с применением насилия или с угрозой его применения, по инциденту, произошедшему 24 февраля 2011 года, во время выяснения обстоятельств произошедшего накануне задержания сотрудниками ФСКН на территории в/ч 6890 прапорщика ВВ МВД РФ П. Луканина за сбыт наркотиков. В сентябре 2011 года Владивостокский гарнизонный военный суд лишил Игоря Матвеева воинского звания и приговорил его к четырём годам колонии.
В апреле 2012 года в отношении Матвеева было возбуждено второе уголовное дело. Следствие обвинило его в том, что он вымогал взятку у рядового, который дезертировал в 2005 году, а через пять лет был пойман. По данным следствия, обещал уладить вопрос с уголовным делом, а также распорядился сковать рядового наручниками — три раза по две минуты. В декабре 2014 года суд признал Матвеева виновным в мошенничестве с использованием служебного положения и превышении должностных полномочий с применением спецсредств (часть 3 статьи 159, часть 3 статьи 286 УК). В феврале 2016 года Игорь Матвеев вышел из СИЗО № 1 г. Владивостока, отбыв в местах заключения 4 года и 5 месяцев.